# 李晓波 (1963年)
李晓波（1963年2月—），男，汉族，内蒙古清水河县人，中华人民共和国政治人物。曾任太原市人民政府市长，现任山西省政协副主席，中国共产党第十九届中央委员会候补委员。

## 生平
1984年，李晓波毕业于北京钢铁学院自动化专业，8月参加工作，分配到太原钢铁厂工作。1986年12月加入中国共产党。历任太钢初轧厂技术员、副段长、调度室主任、副厂长，太原钢铁集团公司生产处副处长、处长，第七轧钢厂（现不锈冷轧厂）厂长兼党委书记，太原钢铁集团副总经理、总经理。
2008年当选为第十一届全国人大代表。2008年4月，李晓波接替陈川平，出任太原钢铁集团董事长。2013年当选为第十二届全国人大代表。2015年6月起，兼任中共太钢党委书记。他也曾经兼任太原钢铁集团旗下上市公司山西太钢不锈钢股份有限公司董事长。
2018年1月，李晓波卸任太原钢铁集团董事长、党委书记职务。1月13日，任山西省经济和信息化委员会党组书记（2月1日任主任）。2018年1月，当选山西省政协副主席，晋升副部级。2018年10月23日，改任山西省工业和信息化厅厅长、党组书记。2019年1月15日，兼任中共太原市委副书记，太原市人民政府市长。